# محمد حفظی
محمد حفظی (عربی: محمد حفظي؛ زادهٔ ۱۳ مارس ۱۹۷۵) تهیه‌کننده فیلم و فیلم‌نامه‌نویس اهل کشور مصر است. وی از سال ۲۰۰۵ میلادی تاکنون مشغول فعالیت بوده‌است. او از تهیه‌کنندگان فیلم سینمایی امیره بوده‌است.